# Granota goliat
La granota goliat (Conraua goliath) és l'espècie de granota més grossa de tota la Terra, ja que pot assolir 33 cm de llargada i pesar 3 kg. Pot arribar a viure fins a 15 anys.
Viu al Camerun i a Guinea Equatorial. Es troba amenaçada d'extinció per la pèrdua del seu hàbitat natural i la caça.